# Ushiku
Ushiku (牛久市, Ushiku-shi) est une ville située dans la préfecture d'Ibaraki, sur l'île de Honshū, au Japon.

## Géographie

### Situation
Ushiku est située dans le sud de la préfecture d'Ibaraki, dans les basses plaines marécageuses au sud du lac Kasumigaura, à environ 50 km au nord-est du centre de Tokyo.

### Municipalités limitrophes
| Tsuchiura | Ami       | Ami      |
| Tsukuba   | Ushiku    | Inashiki |
| Ryūgasaki | Ryūgasaki | Inashiki |

### Démographie
Au  1er janvier 2023, la population d'Ushiku était estimée à 84 293 habitants, répartis sur une superficie de 58,92 km2 (densité de population de 560 hab./km2).

### Climat
Ushiku a un climat continental humide caractérisé par des étés chauds et des hivers frais avec de légères chutes de neige. La température annuelle moyenne à Ushiku est de 14,0 °C. La pluviométrie annuelle moyenne est de 1 304 mm, septembre étant le mois le plus humide.

## Histoire
La région d'Ushiku s'est développée en tant que ville fortifiée du domaine d'Ushiku, un petit fief féodal de l'époque d'Edo. Le village d'Ushiku a été créé avec l'établissement du système de municipalités modernes le 1er avril 1889. Il obtient le statut de bourg le 1er janvier 1954 puis de ville le 1er juin 1986.

## Culture locale et patrimoine
- Ushiku Daibutsu,
- Château Kamiya.

## Transports
Ushiku est desservie par la ligne Jōban de la JR East aux gares d'Ushiku et Hitachino-Ushiku.

## Jumelages
Ushiku est jumelée avec :
- Whitehorse (Canada) depuis 1985,
- Hitachiōta (Japon) depuis 1986,
- Shikama (Japon) depuis 1988,
- Orange (Australie) depuis 1990,
- Greve in Chianti (Italie) depuis 2013.

## Personnalités liées à la municipalité
- Takashi Kobayashi (1963-), lutteur, champion olympique en 1988.